# Travenhorst
Travenhorst là một đô thị ở huyện Segeberg ở bang Schleswig-Holstein, Đức. Đô thị Travenhorst có diện tích 8,52 km², dân số thời điểm ngày 31 tháng 12 năm 2006 là 187 người.